# Shoegazing
A shoegazing (vagy shoegaze, eredetileg a „dream pop” kifejezés is ugyanarra a műfajra utalt) az indie és az alternatív rock zenei alműfaja, amely az 1980-as évek végén jelent meg az Egyesült Királyságban. Hangzásvilágát a hangszerek mögé utasított éneksáv, a torzító és egyéb gitáreffekt-pedálok használata, a feedback, valamint a rendkívül magas hangerő keveréke határozza meg. A „shoegazing” kifejezést a brit zenei szaksajtó találta ki, hogy kifigurázza a neo-psychedelic stílusú együttesek színpadi jelenlétét, mivel azok tagjai a koncertek során közönyös, introspektív, nem konfrontatív helyzetben, fejüket lehajtva egy helyben álltak. Az effektpedálok intenzív használata miatt az előadók gyakran azok állásának leolvasásához lefelé pillantottak a koncertek alatt.
A legtöbb shoegaze-együttes My Bloody Valentine 1988-as Isn’t Anything című bemutatkozó stúdióalbumán és a korai középlemezeiken lefektetett stílussablonból merítkezik. Az 1990-es évek elején a londoni shoegazing színteret és az azokhoz kapcsolódó együtteseket a The Scene That Celebrates Itself („A színtér, mely önmagát ünnepli”) kifejezés alatt fogták egybe. Az 1990-es évek elején a shoegazing előadókat félresöpörte az amerikai grunge mozgalom, illetve az olyan britpop előadók, mint a Suede, melynek hatására a viszonylag ismeretlen együttesek vagy feloszlottak vagy új stílust találtak maguknak. A 2000-es években megújult a stílus iránti érdeklődés a „nu gaze” együttesek körében.